# 鲁道夫·洪茨托费尔
鲁道夫·洪茨托费尔（德語：Rudolf Hundstorfer，發音：[ˈʁuːdɔlf ˈhʊntsˌtɔʁfɐ]；1951年9月19日—2019年8月20日），奥地利社会民主党政治家，奥地利工会联合会（ÖGB）前总裁。2008年12月至2016年1月任劳工、社会事务和消费者保护部长。
自1966年以来，洪茨托费尔担任维也纳市（Magistrat）的公务员。1976年获得联邦教授职称，次年获得政府官员资格（Beamtenaufstiegsprüfung）。
从1990年起，他是维也纳市议会和州议会的成员，自1995年以来也是地方议会的主席。在当选奥地利工会联合会主席后，他于2007年1月25日辞去了维也纳立法会和市议会议员职务。
2003年10月，洪茨托费尔成为奥地利工会联合会副主席。2006年3月27日，在BAWAG事件期间，弗里茨·费尔策特尼奇（Fritz Verzetnitsch）辞职后，他接任联合会主席。2008年12月出任第一届法伊曼政府的社会事务和消费者保护部长。
2016年，洪茨托费尔被社会民主党推为总统候选人，参加2016年奥地利总统选举。
洪茨托费尔已婚，有一个女儿和两个子女。 他是安东·普罗克施研究所和维也纳手球联合会的荣誉主席。